# Apamea conradi
Apamea conradi är en fjärilsart som beskrevs av Augustus Radcliffe Grote 1879. Apamea conradi ingår i släktet Apamea och familjen nattflyn. Inga underarter finns listade i Catalogue of Life.